# Louis Pergaud
Louis Pergaud (22. januar 1882 i Belmont – 8. april 1915 i Marchéville-en-Woëvre) var en fransk forfatter, der i 1910 fik Goncourtprisen for romanen De Goupil à Margot.